# Reina del Caribe
«Reina del Caribe» es una canción del grupo musical español Danza Invisible, incluida en su álbum de estudio A tu alcance.

## Descripción
La canción fue lanzada como el primer sencillo del que se convertiría en el álbum más emblemático de la banda. «Reina del Caribe», se trata de una canción contando las experiencias de jugar al pinball del mismo nombre, aunque a menudo es confundido con una canción de amor, cuenta con influencias caribeñas y muy especialmente de reggae, ritmos latinos y pop comercial.